# Renate Sautermeister
Renate Sautermeister (* 1937 in Hamburg; † 2012 in Frankfurt am Main) war eine deutsche Malerin und Grafikerin.

## Werdegang
Sie wuchs in Freiburg im Breisgau auf, studierte Malerei und Grafik an den Werkkunstschulen in Bonndorf im Schwarzwald und Wiesbaden sowie an der Accademia Di Belle Arti in Perugia/Italien. Von 1972 bis zu ihrem Tod 2012 lebte sie in Frankfurt am Main.

## Werk

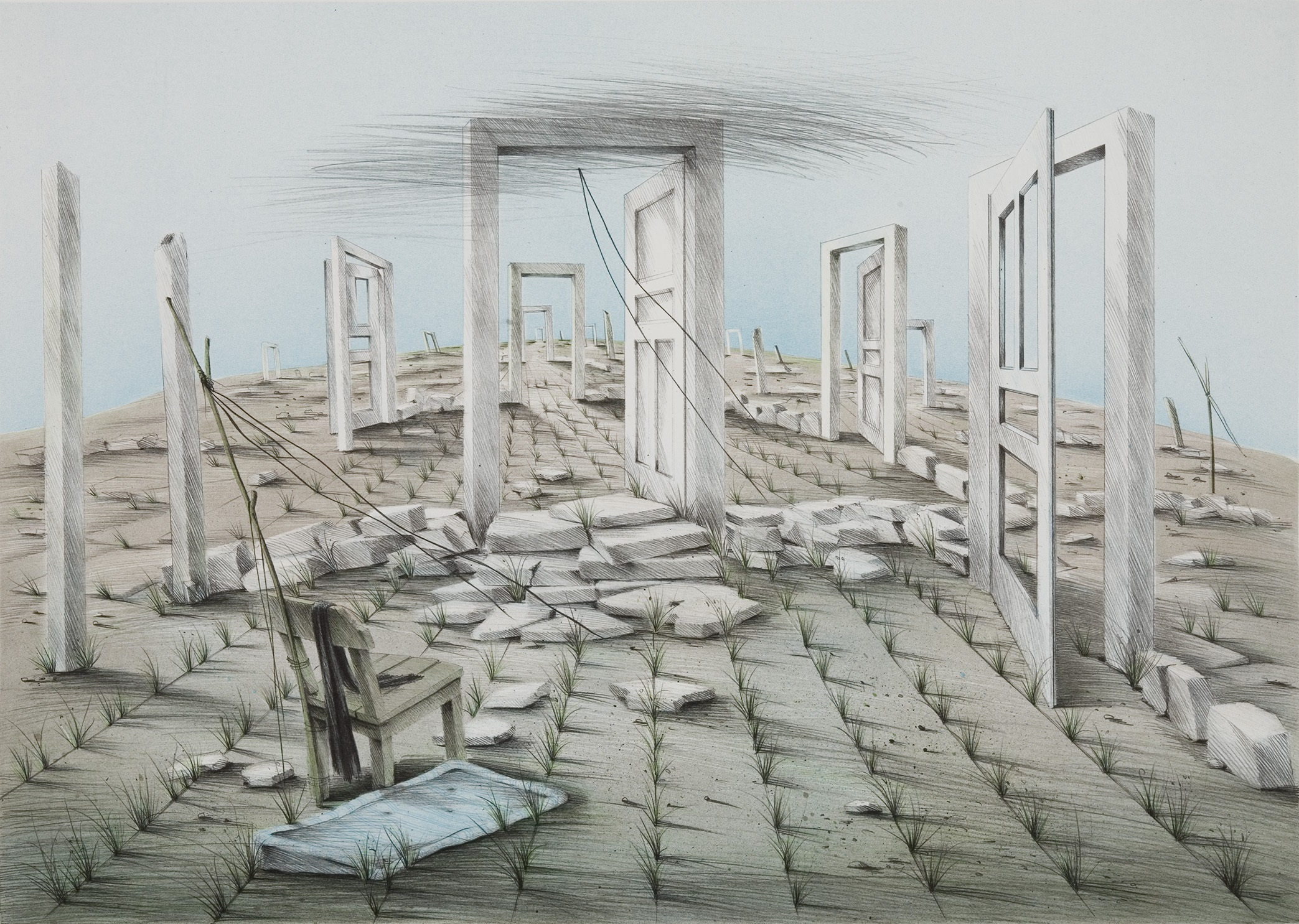
Renate Sautermeister, Räume - draußen, Farblithografie

Bekannt geworden ist Renate Sautermeister in den 70er Jahren mit  akribisch gemalten Bildern von surrealen Räumen und Landschaften. In den 80er Jahren wurden ihre Arbeiten abstrakter. Seit Mitte der 90er Jahre dominieren kräftige Farben ihre Bilder. Anklänge an Gegenständliches und Räumlichkeit sind immer wieder erkennbar.
Neben der Malerei hat Renate Sautermeister zahlreiche Radierungen, Lithographien und Zeichnungen geschaffen. So entstand  in den Jahren 2000–2006 mit der Serie „tageintagaus“ eine Art gezeichnetes Tagebuch.
In ihrer Fotoserie „Das Fenster“ dokumentierte sie 2007 den jahrelangen Blick auf ein wäschebehangenes Fenster in ihrer Nachbarschaft. Die Fotos waren ursprünglich als Anregungsmaterial für ihre malerische Arbeit gedacht, haben sich aber dann zu einem eigenen Zyklus entwickelt, der in mehreren Ausstellungen präsentiert und in einem Buch veröffentlicht wurde.
Seit 1966 wurden ihre Arbeiten in über 150 Ausstellungen im In- und Ausland gezeigt.
Für ihr Werk wurde sie unter anderem ausgezeichnet mit dem Preis „Junge Kunst in Hessen“ der Marielies-Hess-Stiftung (1974) und dem „Reinhold-Kurth-Kunstpreis für das Œuvre“ der Stadtsparkasse Frankfurt (1980). Sie war seit 1980 Mitglied der Darmstädter Sezession. Von 1980 bis 1996 war sie Mitglied im Vorstand des Frankfurter Kunstvereins.
Sie erhielt einen Lehrauftrag an der Hochschule für Gestaltung, Offenbach und war Schulkünstlerin an der Heinrich-Kraft-Schule Frankfurt. In den achtziger Jahren gestaltete sie Bühnenbilder zu Bodo Kirchhoff „Bodybuilding“ am Schauspiel Frankfurt; zu John Hopkins „Diese Geschichte von Ihnen“ im Kammerspiel Frankfurt und zu Pierre Byland „Autour d’une Porte“ am Theater am Turm Frankfurt und Centre Pompidou Paris.
Der frühere Frankfurter Kulturdezernent Hilmar Hoffmann hat ihr in seinem Buch „Frankfurts starke Frauen“ ein Kapitel gewidmet. Sie war mit dem Künstler Nikolaus Jungwirth verheiratet. Ihre Enkelin, Antonia Jungwirth, ist Schauspielerin, Kuratorin und Literatur-, Kunst- und Medienwissenschaftlerin.

## Publikationen
- Renate Sautermeister /  tagaustagein,  2011 Frankfurt am Main, edition de l’oeil, ISBN 3-8448-0183-9, ISBN 978-3844801835
- Renate Sautermeister / Werke 1957–2007, 2007 Freiburg im Breisgau, modo-Verlag, ISBN 3-937014-63-2, ISBN 978-3937014-63-0.
- Renate Sautermeister /  Das Fenster,  2007 Freiburg im Breisgau, 2007, modo-Verlag, ISBN 3-937014-77-2, ISBN 978-3937014777
- Steffen Ball und Fernando Baptista / 100 Köpfe, 2006 Frankfurt/.M, B3-Verlag, ISBN 3-938783-30-3, ISBN 978-3938783306
- Hilmar Hoffmann / Frankfurts starke Frauen, 2006 Frankfurt/M., Societäts-Verlag, ISBN 3-7973-1002-1, ISBN 978-3-7973-1002-6
- Renate Sautermeister / Philofaxe, 1995 Freiburg im Breisgau, Kore-Verlag, ISBN 978-3-926023-52-0